# Fredede fortidsminder i Fanø Kommune
Der er ingen fredede fortidsminder i Fanø Kommune.